# Steve Polge
Steven Polge es un programador de juegos estadounidense principalmente conocido por su trabajo en la serie Unreal, desarrollado por Epic Games. Polge fue contratado por Epic en 1997 después de crear los Reaper Bots para Quake. Además de programar en la franquicia,  sirvió como diseñador principal en Unreal Tournament 3, y ha sido acreditado en otros títulos de la compañía como Gears of War, Shadow Complex y Infinity Blade.
Antes de empezar en la industria de los videojuegos,  trabajó en IBM en la división de Networking Hardware durante más de 7 años después de conseguir el master en Ingeniería en computación.
Steve actualmente está trabajando en un nuevo y gratis título de Unreal Tournament.